# Henrik Nylén
Henrik Nylén, född 17 juli 1748 i Nybble by, Lunda socken, Södermanland, död 8 december 1821 i Tuna socken, Södermanland, var en svensk präst.
Henrik Nylén var son till bonden Olof Olofsson. Han gick 1759–1764 i Nyköpings trivialskola och sedan i Strängnäs gymnasium, till han 1771 blev student vid Uppsala universitet, där han 1779 promoverades till filosofie magister. Samma år prästvigdes han i Strängnäs. Han kallades 1779 till huspredikant hos landshövdingen Erik Jakob Lovisin på Nävekvarns styckebruk i Tuna socken, där han stannade i fem år. Han utnämndes 1784 till skolkollega i Nyköping och dessutom till extraordinarie bataljonspredikant vid Södermanlands regemente men tillträdde ingen av befattningarna utan blev i stället samma år informator hos riksrådet Carl Wilhelm von Düben. Där blev han 1785 efter samma år avlagd pastoralexamen, extraordinarie och 1792 ordinarie hovpredikant med säte och stämma i hovkonsistoriet. Han utnämndes 1793 till kyrkoherde i Tuna och Bergshammars församlingar, tillträdde tjänsten 1795 och blev hedersprost 1808. Nylén var varmt intresserad av folkundervisningens främjande, och gjorde flera donationer i Tuna och Nyköping till bidrag för denna.